# Coordinating Committee for Multilateral Export Controls
Pour les articles homonymes, voir COCOM.
Le Coordinating Committee for Multilateral Export Controls (Comité de coordination pour le contrôle multilatéral des exportations ou CoCom, auparavant : Coordinating Committee for East West Trade Policy, Comité de Coordination pour le contrôle multilatéral des échanges est-ouest) a été fondé sous l'influence des États-Unis le 22 novembre 1949 en pleine guerre froide et mis en service en janvier 1950 avec son siège à Paris dans une annexe de l'ambassade des États-Unis en France.

## Mission
Cet organisme officieux sans statut juridique était initialement destiné à chercher à empêcher que les pays sous influence de l'Union soviétique (Comecon) et de la république populaire de Chine ne puissent importer des marchandises, des matériels et des technologies de nature militaire et d'intérêt stratégique, tels ordinateurs, logiciels et équipements sophistiqués pour centraux téléphoniques.
Le comité sera dissous le 31 mars 1994, et remplacé par l'arrangement de Wassenaar destiné à contrer la menace du terrorisme d'État. Un CHINCOM pour les exportations à destination de la république populaire de Chine a existé parallèlement au CoCom de 1952 à 1957[réf. nécessaire].

## États membres
CoCom avait dix-huit États membres lors de sa dissolution — en fait les pays de l'OTAN (exception faite de l'Islande) plus le Japon, l'Australie (depuis 1989) et la Corée du Sud (depuis 1990) — : Allemagne de l'Ouest, Australie, Belgique, Canada, Corée du Sud, Danemark, Espagne, États-Unis, France, Grèce, Italie, Japon, Luxembourg, Norvège, Pays-Bas, Portugal, Royaume-Uni et Turquie.

## Résultats
Accusé d'être une passoire, le manque de succès du CoCom est dû en grande partie à une petite équipe surchargés de travail (un personnel de 14 membres dans les années 1980) et la négligence générale de la part de ses pays membres. Les violations étaient fréquentes en raison de la mauvaise application, l'absence de sanctions sévères, et en raison des profits élevés. Pourtant les efforts que fit l'URSS pour le contourner témoignent d'une certaine efficacité. Renforcé sous l'administration Reagan, la chute des régimes communistes en Europe supprime sa raison d'être.

## Exemple de contrainte imposée aux constructeurs
Dans la technologie du système de positionnement par satellites, l'intitulé « Limites COCOM » fait référence à une double limitation qui s'applique aux unités et composants exportés depuis les États-Unis : elle impose au dispositif GPS de se désactiver au-delà d'une vitesse de 1 900 km/h et à une altitude supérieure à 18 000 mètres. Le but est d'éviter son utilisation sur des armes très rapides comme les missiles balistiques.
Apparemment, les fabricants appliquent cette règle de différentes façons : certains désactivent le suivi dès que l'une des deux limites est atteinte, d'autres seulement lorsque les deux le sont. Cette information, mal documentée, ne peut être retrouvée que par expérimentation. Des tests en vol réel sont donc nécessaires dans des cas d'utilisation comme celui des ballons stratosphériques, pour lesquels la limite d'altitude pose problème.
Diverses contraintes sont également imposées dans le domaine informatique et dans celui des télécommunications, influençant profondément l'évolution de ces disciplines en URSS et en Allemagne de l'Est,.

## Violations
Dans les faits, le contrôle sera extrêmement fluctuant selon les pays et les périodes.
D'après Hall Gardner, professeur à l'American University of Paris : « Dans ses efforts de jouer « la carte de la Chine » [China card] contre l'Union soviétique, et ceci depuis les années 1970, les États-Unis ont cassé les décisions du Comité de Coordination (CoCom) de restriction sur la vente de technologies sensibles aux pays du bloc communiste. En fait, les États-Unis ont été accusés pendant la Guerre froide d'au moins 80 % de toutes les violations du CoCom, et plusieurs d'entre elles, en ce qui concerne la Chine. »
Thomson-CSF avait conclu sous la présidence de Valéry Giscard d'Estaing un contrat avec le gouvernement comprenant entre autres la construction d'un atelier de fabrication de composants électroniques à Kiev. En juin 1981, le nouveau premier ministre français Pierre Mauroy apprend cette affaire et avertit François Mitterrand qui annule cette transaction et propose aux Soviétiques qui s'indignent la fourniture des composants après vérification du CoCom.
La société japonaise Toshiba et la société norvégienne Kongsberg Gruppen ont livré huit machines-outils commandées par ordinateur à l'Union soviétique entre 1981 et 1984,, une action qui enfreint les règles du CoCom. Selon les États-Unis, cela a rendu la détection des sous-marins de la marine soviétique plus difficile. Quand cela fut révélé en 1987, le Japon prit des mesures contre Toshiba et après que le Congrès américain a tenté sans succès de bloquer l'importation des produits de la société Toshiba vers les États-Unis, l'US Army et l'US Air Force annulèrent d'importants contrats, de même que le département de la Défense. Les président et administrateur de Toshiba Corporation démissionneront en 1987. Dans une lettre de 1989 aux chefs d’état de l’Alliance Atlantique, le président George H. W. Bush mettait en garde ses alliés occidentaux sur l’exportation excessive de technologies occidentales vers les pays de l’Est.